# Milltown-Friedhof

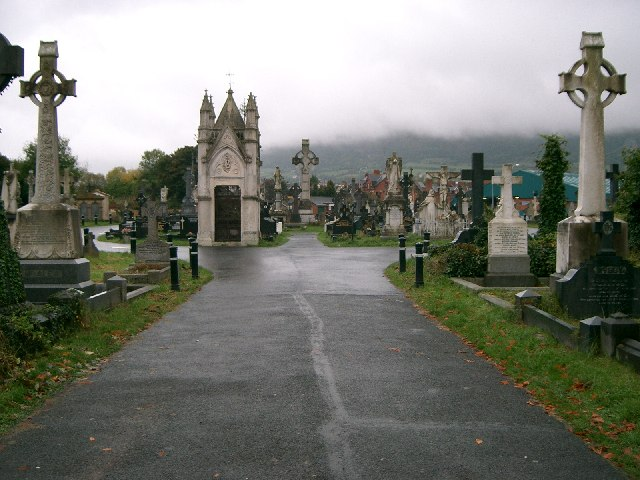
Milltown-Friedhof

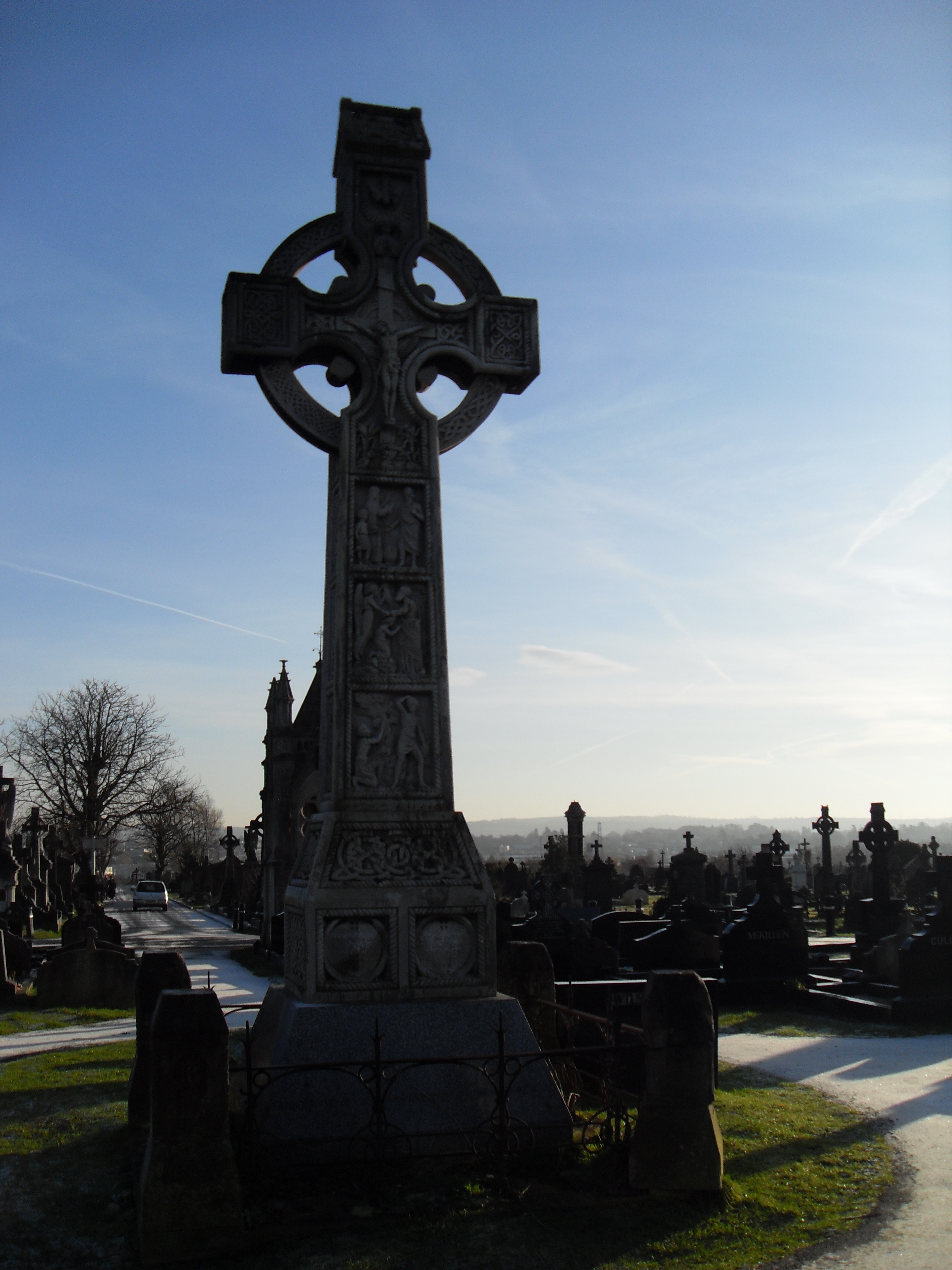
Ein steinernes Keltisches Kreuz am Eingang des Friedhofs

Der Milltown-Friedhof (irisch: Reilig Bhaile an Mhuilinn) ist ein großer katholischer Friedhof in West-Belfast, Nordirland, mit einer Fläche von 220.000 m².

## Lage und Geschichte
Der Friedhof liegt bei Ballymurphy, einer Vorstadt von Belfast, zwischen der Falls Road und dem M1 Motorway. Es handelt sich um einen historischen Friedhof, der 1869 eröffnet wurde und auf dem etwa 200.000 Bürger von Belfast beerdigt sind, die meisten irische Katholiken. Über 85.000 Personen liegen in den Grabfeldern, die als poor ground (Armengräber) bezeichnet werden. Ein Teil von ihnen starb 1918 und 1919 an den Folgen der Spanischen Grippe.
Auf dem Friedhof fanden häufig Beerdigungen paramilitärischer Aktivisten der IRA und INLA statt. Im Jahr 1988 wurde der Friedhof über Nordirland hinaus gekannt, als Michael Stone, ein militanter protestantischer Fanatiker aus Nordirland, auf dem Friedhof einen Anschlag verübte. Ziel des Anschlags waren die Trauergäste der Beerdigung dreier Aktivisten der IRA (Dan McCann, Seán Savage und Mairéad Farrell), die von der britischen Spezialeinheit SAS in Gibraltar während der Operation Flavius erschossen worden waren. Der Tod der IRA-Mitglieder wurde später vom Europäischen Gerichtshof für Menschenrechte als unrechtmäßig beurteilt. Stone warf Handgranaten auf die Trauergäste und erschoss mit einer Pistole drei Personen und verletzte etwa 60. Der Vorgang wurde von einer Filmkamera festgehalten.
Seit 2007 werden überwucherte Grabfelder auf dem großen Friedhof freigelegt und bedeutende Grabsteine restauriert.

## Grabfelder

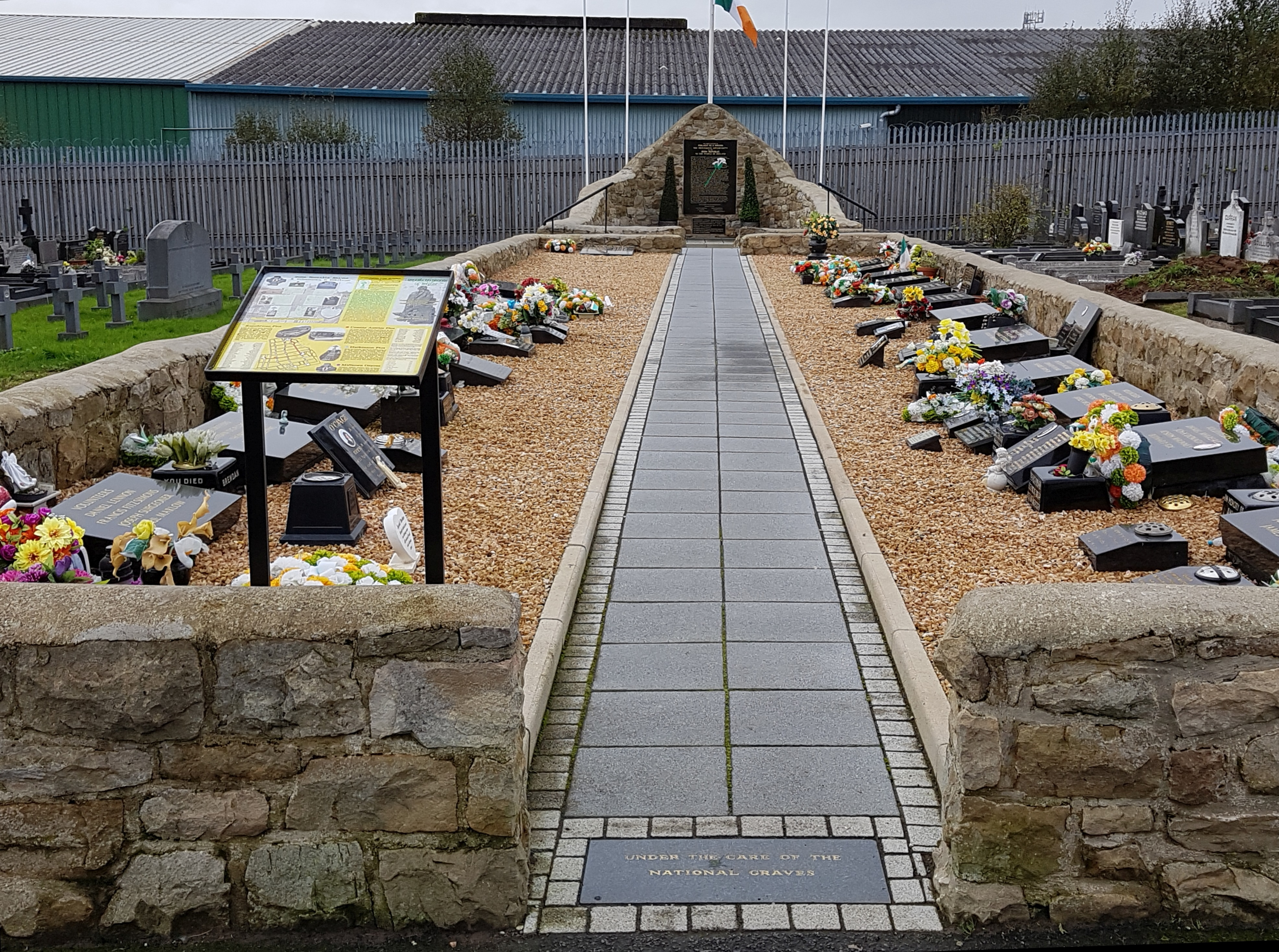
New Republican Plot

Der Friedhof ist in Grabfelder eingeteilt, wovon jedes etwa die Größe eines Fußballfeldes hat. Die wichtigsten sind:
- Harbinson Plot: 1912 errichtetes Denkmal für William Harbinson, Mitglied der Irish Republican Brotherhood, der 1867 im Gefängnis von Belfast starb. In diesem Grabfeld sind fünf IRA-Mitglieder beigesetzt.[4] Einer von ihnen ist Joe McKelvey, der im Dezember 1922 während des Irischen Bürgerkrieges von Truppen des Irischen Freistaates als Repressalie erschossen wurde.[5]
- Official IRA/Workers’ Party Plot
- County Antrim Memorial Plot
- Old Republican Plot
- New Republican Plot
- INLA Plot

Zur Beerdigung des IRA-Mitglieds Bobby Sands, der im Hungerstreik von 1981 starb, kamen etwa 100.000 Personen. Zahlreiche IRA-Aktivisten sind auf dem Grabfeld New Republican Plot und im County Antrim Memorial Plot beigesetzt, wie auch in Familiengräbern. Beerdigt ist auch die Suffragettin, Gewerkschafterin und Sozialistin Winifred Carney, der bekannte irische Nationalist Joe Devlin, wie auch die Opfer des deutschen Luftangriffs auf Belfast sind dort beigesetzt.

Gräber
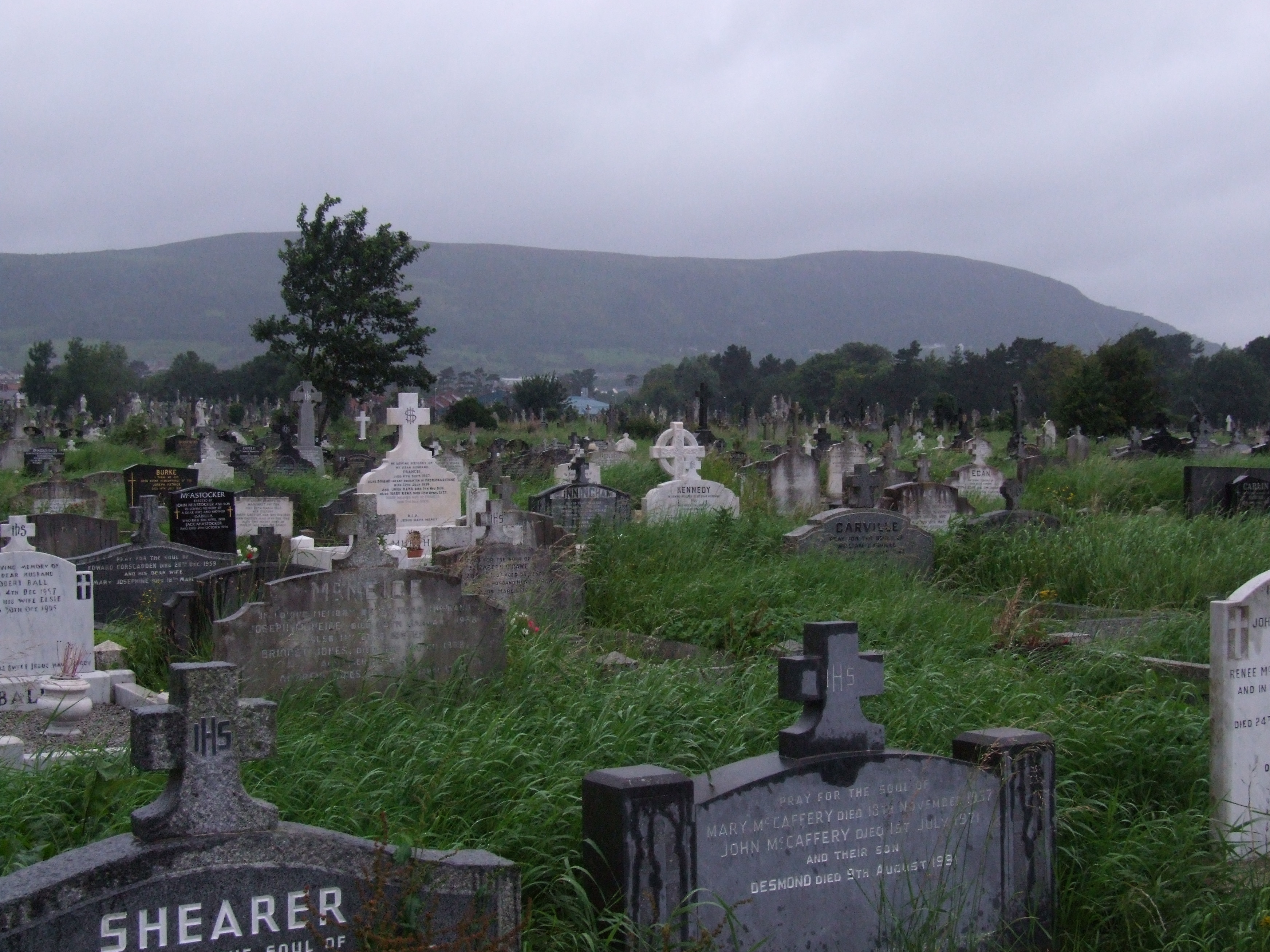
Freilegung von Flächen und Grabmalen
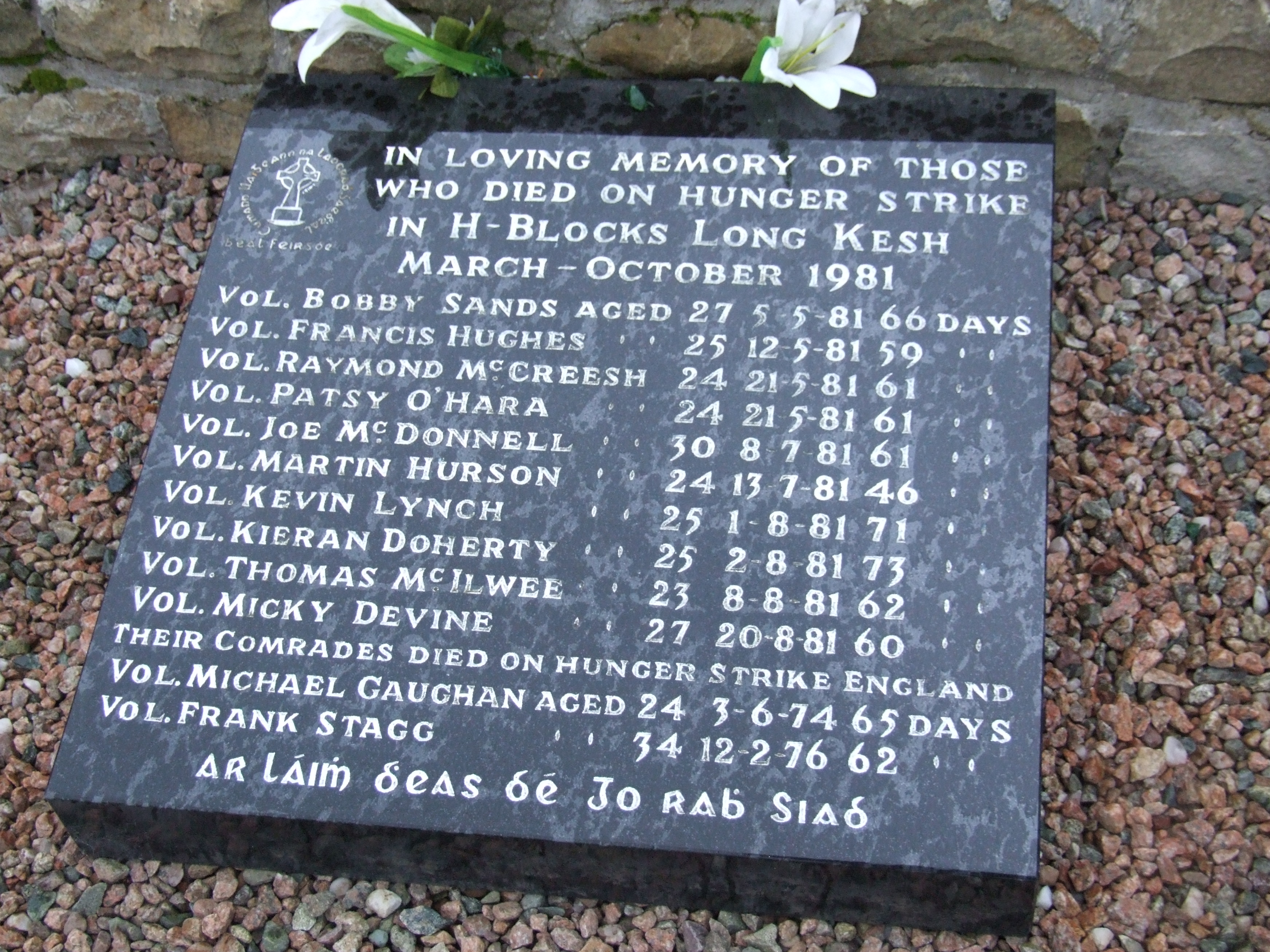
New Republican Plot: Grab der Hungerstreikenden des H-Blocks von 1981
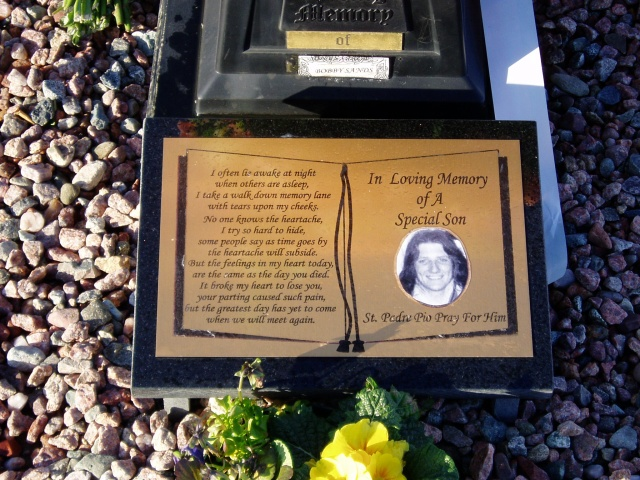
New Republican Plot: Grab von Bobby Sands
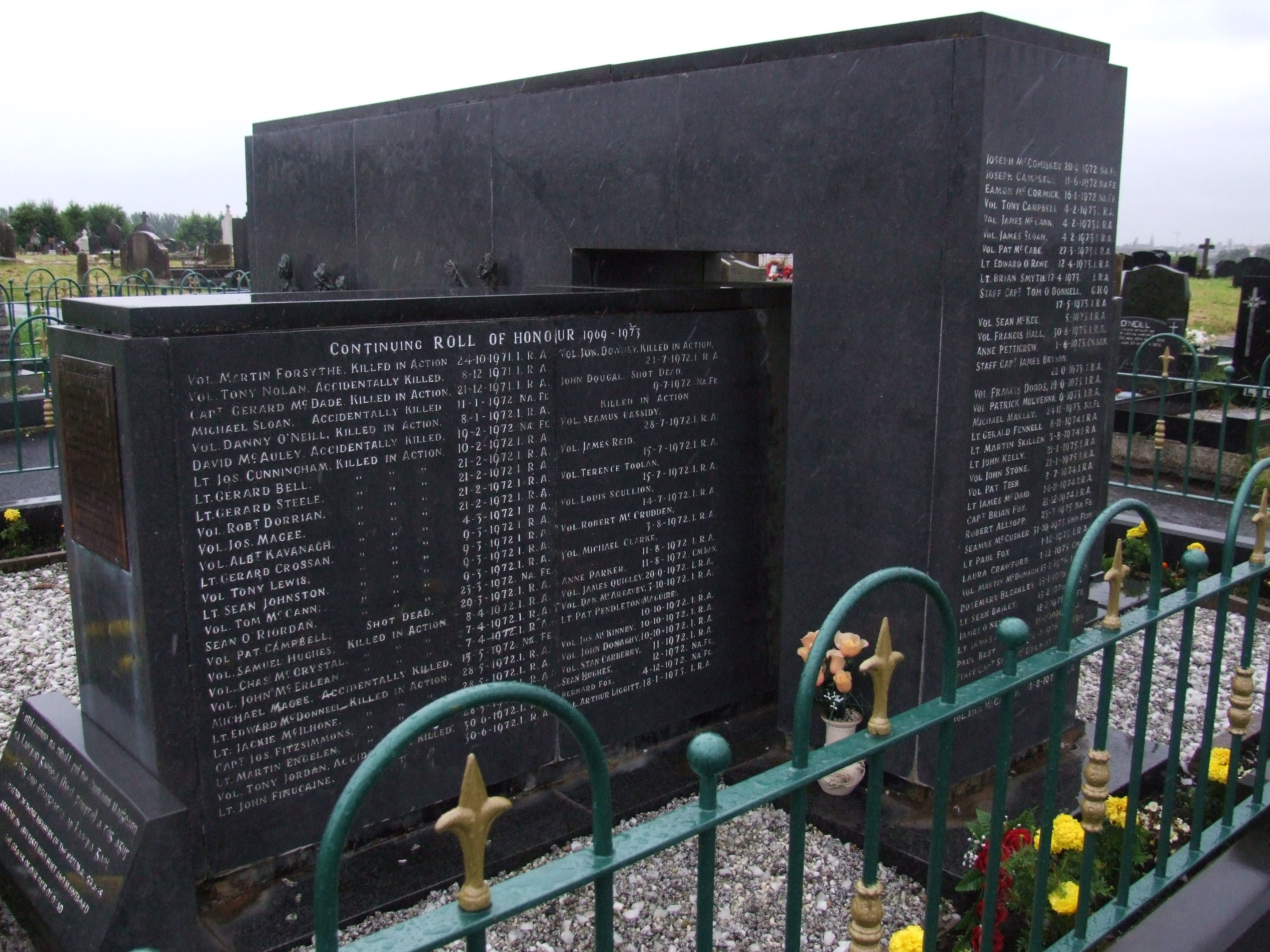
County Antrim Memorial Plot
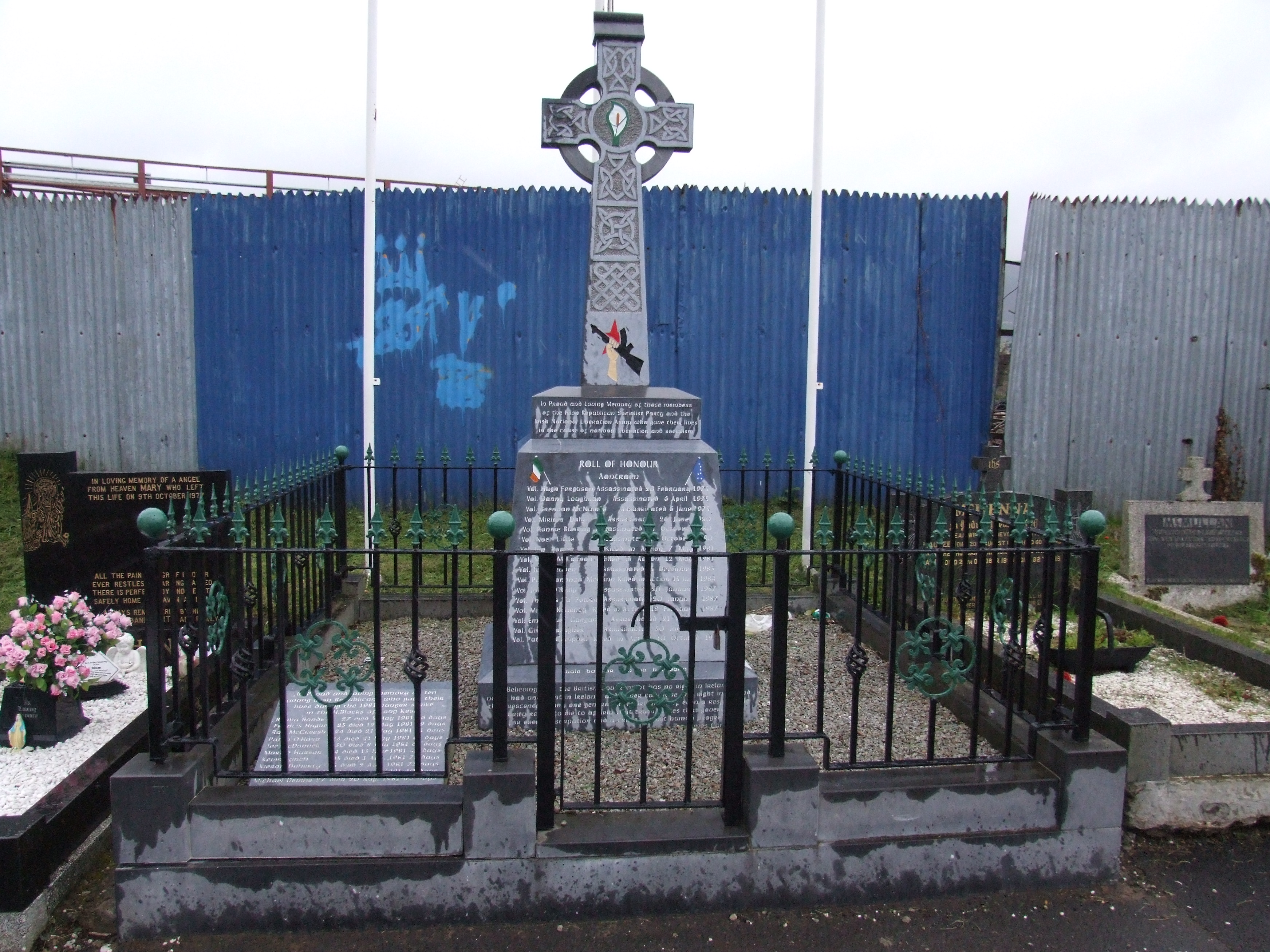
INLA-Plot
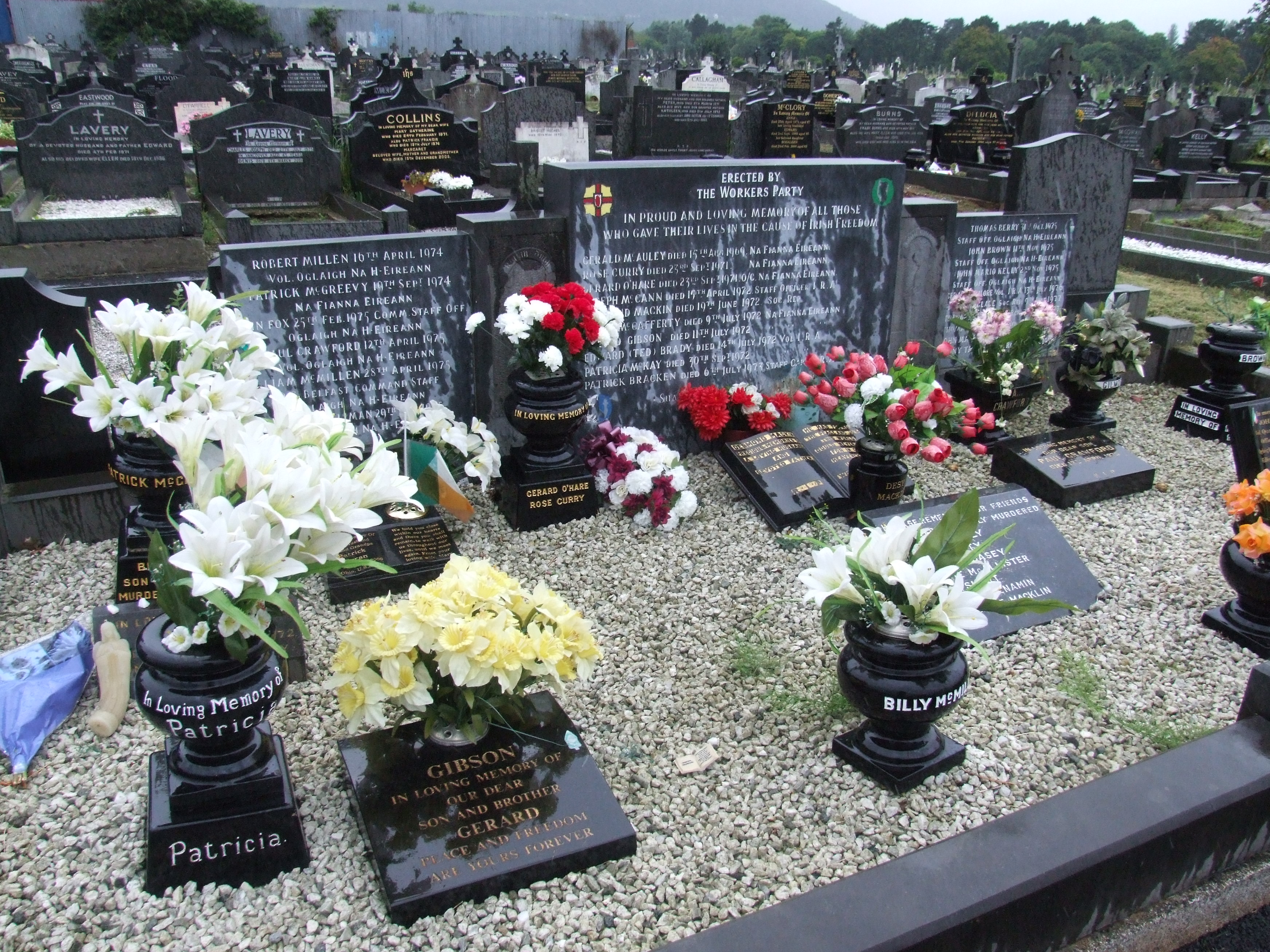
Official IRA/Workers’ Party Plot
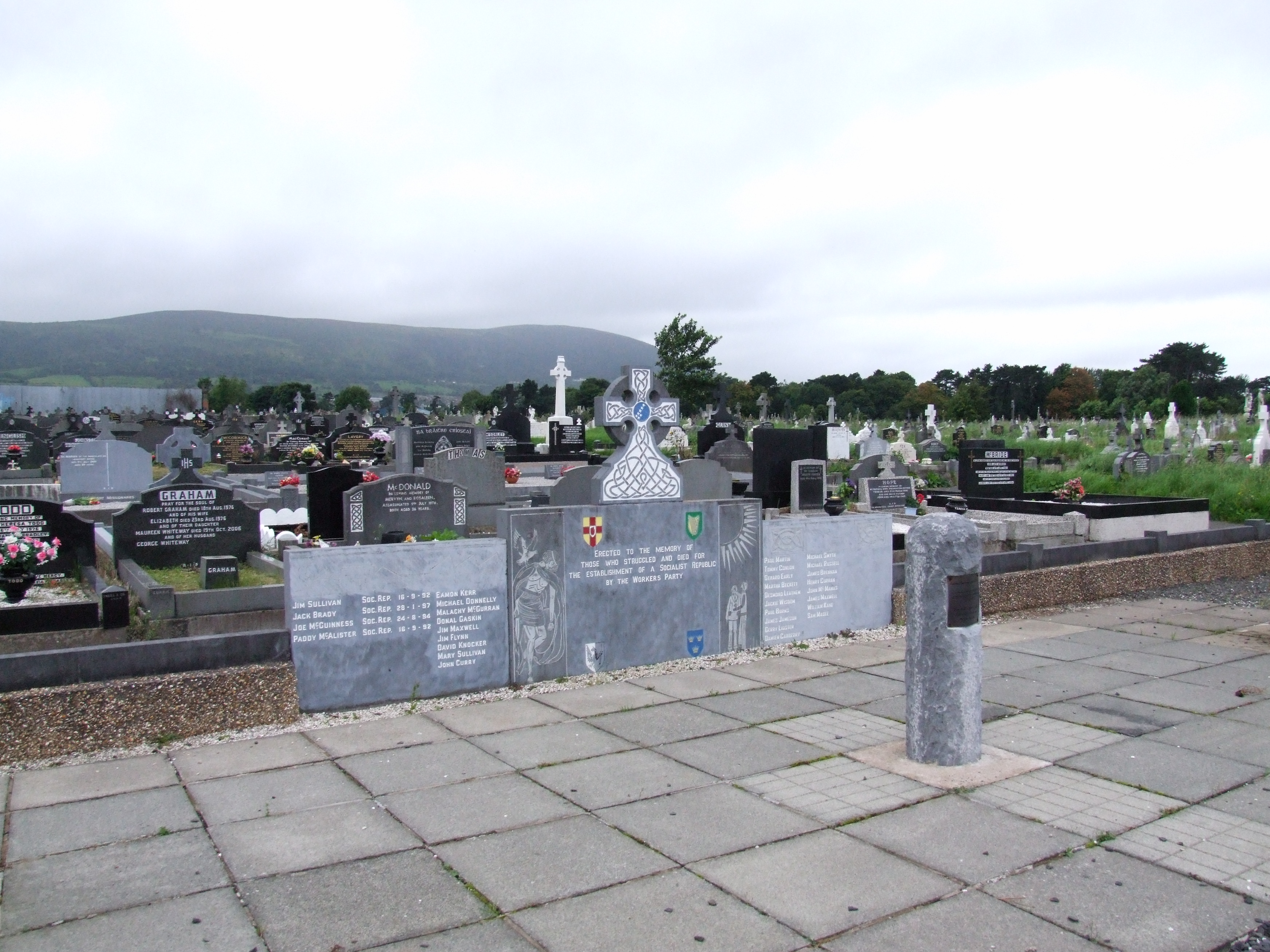
Workers’ Party Plot
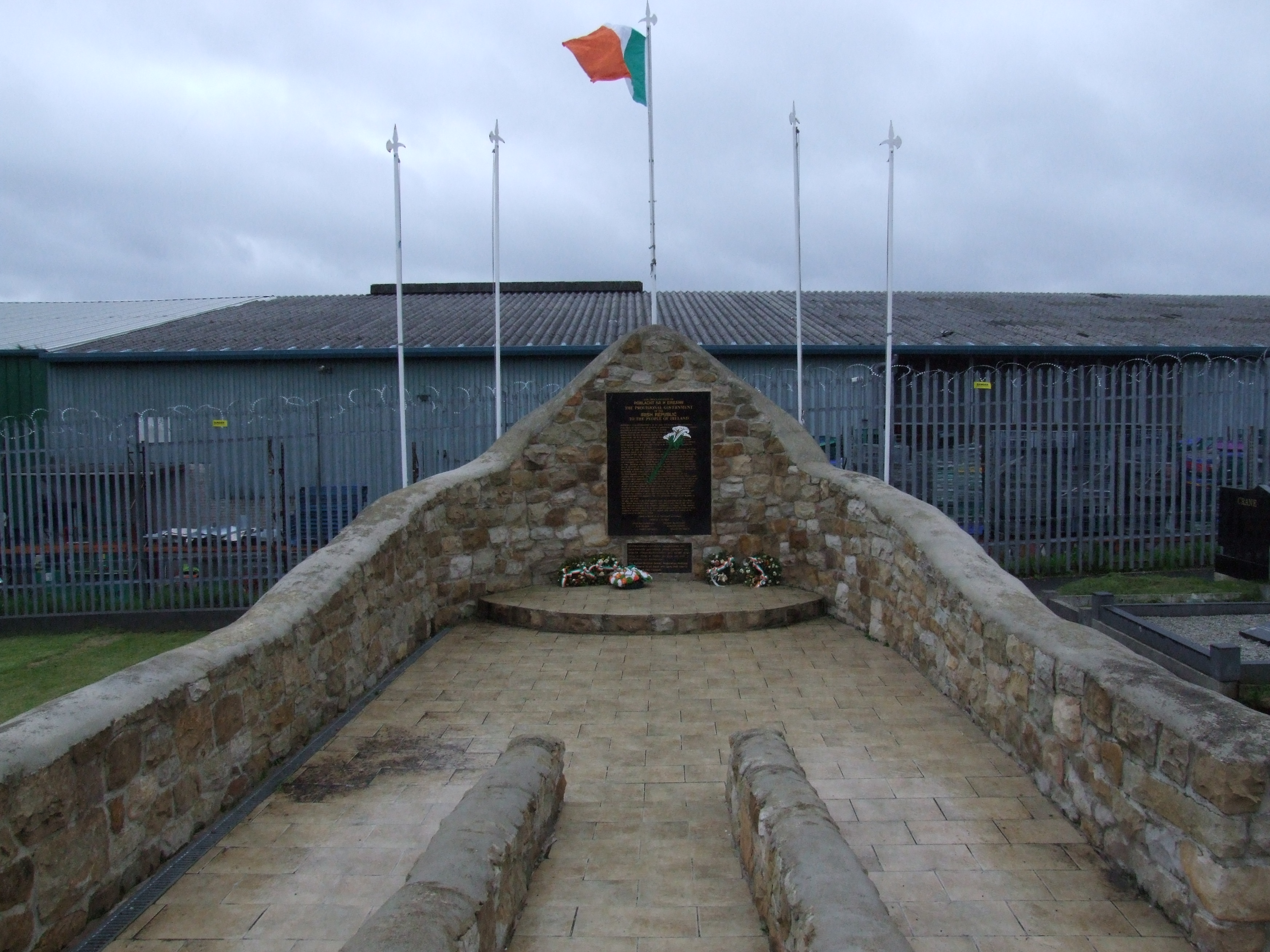
New Republican Plot